# Stenka Rasin

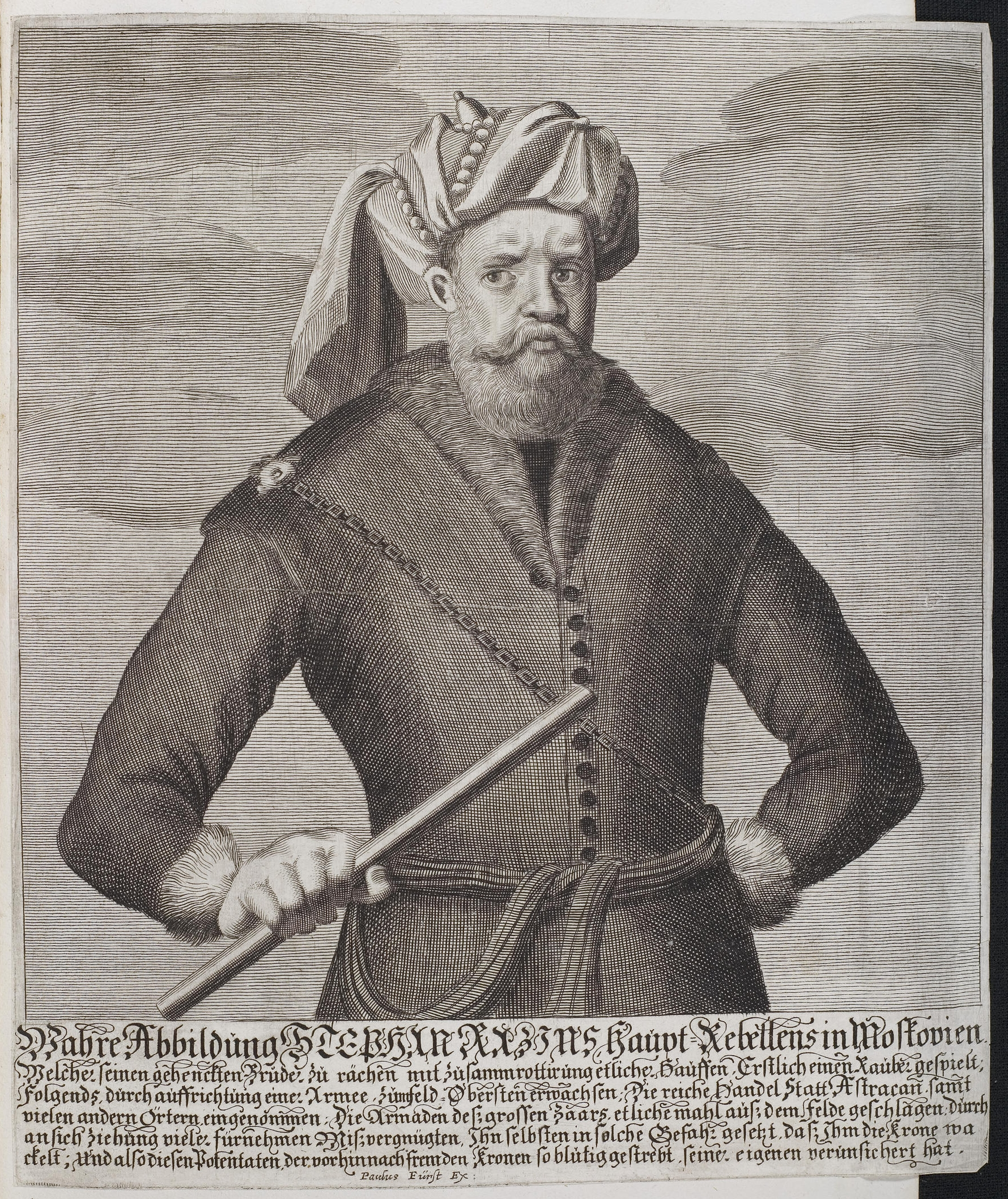
Wahre Abbildung STEPHAN RAZINS Haupt-Rebellens in Moskovien, um 1670

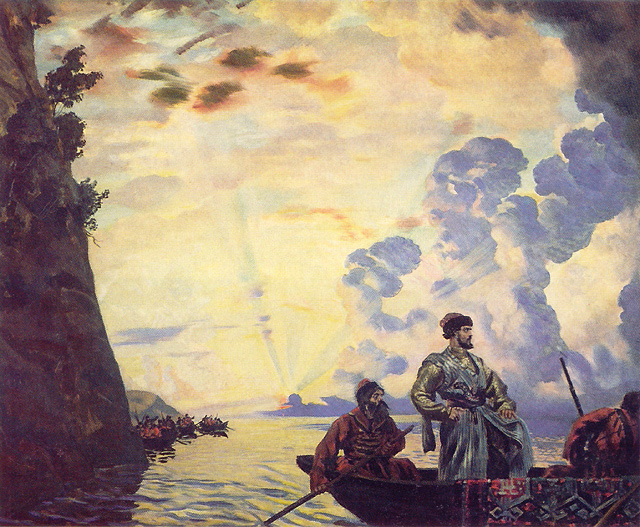
Stenka Rasin auf der Wolga. Boris Kustodijew, 1918

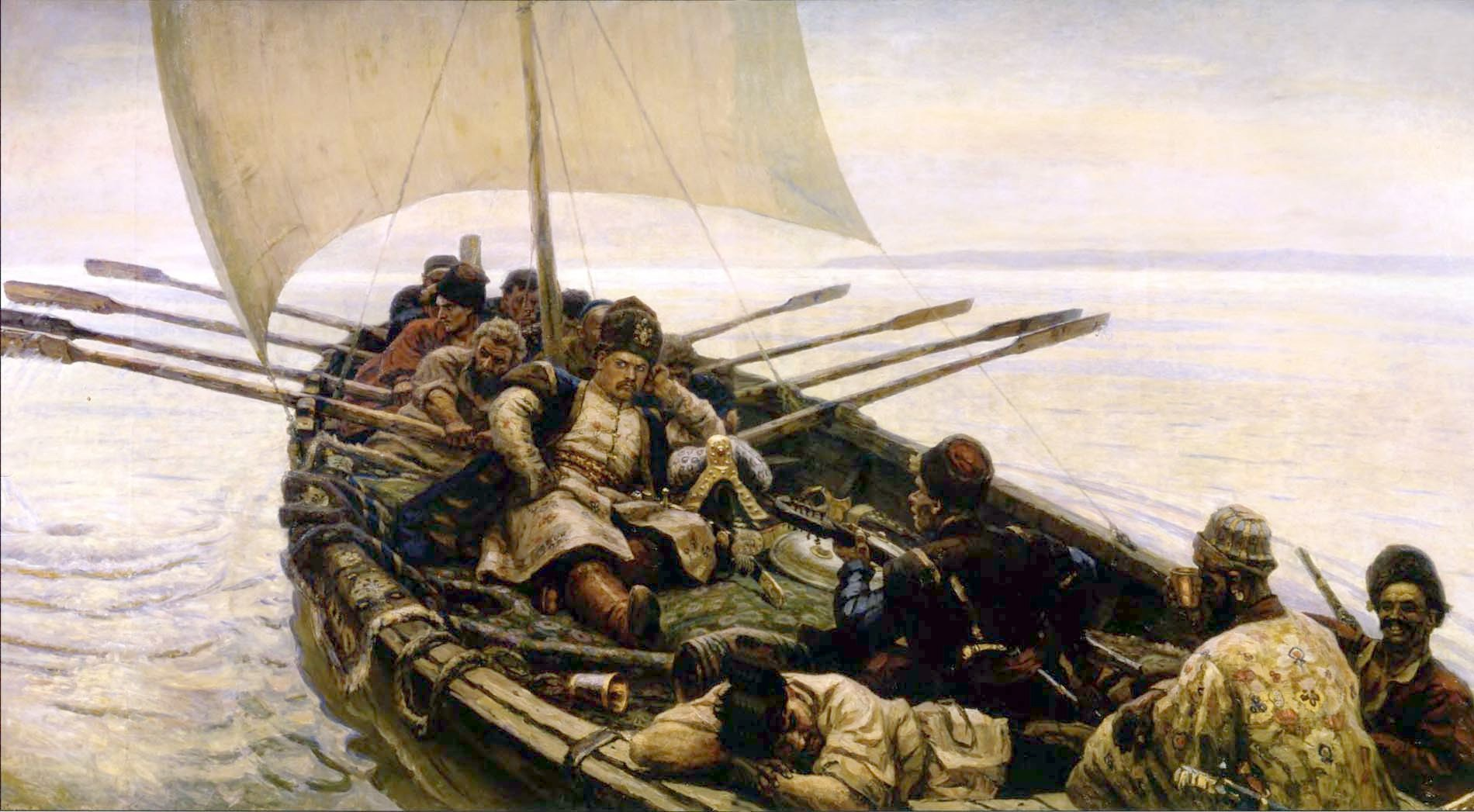
Stenka Rasin (Surikow)

Stepan „Stenka“ Timofejewitsch Rasin (andere Schreibweise: Stenka Razin; russisch Степан (Стенька) Тимофеевич Разин, wiss. Transliteration Sten'ka Razin; * um 1630 in Simoweiskaja am Don; † 6. Junijul. / 16. Juni 1671greg. in Moskau) war ein Ataman der Donkosaken. Er war Anführer des Rasin-Aufstandes gegen das russische Zarenreich.

## Leben
Stenka Rasin entstammte einer wohlhabenden Kosakenfamilie. Er wurde 1661 erstmals als russischer Gesandter bei den Kalmücken und den Tataren erwähnt. Im selben Jahr pilgerte er zum Solowezki-Kloster. In den folgenden Jahren war er mit seiner Truppe plündernd bis ins Osmanische Reich unterwegs.

### Plünderzüge
Rasins älterer Bruder Iwan führte eine selbständige Kosakeneinheit im russisch-polnischen Krieg. 1665 verlangte er die Entlassung seiner Einheit. Als diese verweigert wurde, verließ er mit seinen Kosaken eigenmächtig das Heer. Sie wurden verfolgt und Iwan Rasin als Deserteur gehenkt.
Stenka Rasin schwor Rache. Er wiegelte die Leibeigenen auf, deren Lage sich durch das 1649 von Zar Alexei I. erlassene Gesetzbuch verschärft hatte. Geflohene Leibeigene schlossen sich seiner Räuberbande an, die sich in der Nähe von Zarizyn festsetzte. Zunächst überfielen sie Kaufleute, die auf der Wolga von Nischni Nowgorod in den Süden zogen. Dabei wurden die reichen Kaufleute und die Anführer der Strelitzen, die Handelsschiffe des Zaren bewachten, brutal ermordet, die Knechte jedoch übernahm Rasin ebenso wie die Schiffe. Bald verfügte er über eine Flotte aus über 30 Booten.
Rasin und seine Gefolgsleute waren damit zwischen 1667 und 1669 als Piraten am Kaspischen Meer aktiv. Er ließ Dagestan und die persische Küste verwüsten. 1668 richteten seine Männer ein Massaker unter den Einwohnern von Faraḥābād an, nachdem in Rasht 400 seiner Gefolgsleute getötet worden waren. Im Frühjahr 1669 gelang es Rasin, eine Flotte, die Schah Sulaiman I. gegen die Kosaken ausgesandt hatte, vernichtend zu schlagen. Im Herbst kehrte er mit großer Beute an den Don zurück, darunter auch eine Tochter des Schahs.
Am 25. August 1669 erschien Stenka Rasin plötzlich in Astrachan und erklärte, sich dem Befehl des Zaren zu unterwerfen und um Vergebung für seine Taten bitten zu wollen. Dann veranstaltete er ein Gastmahl, um den Abschied vom Piratenleben zu feiern. Seine Männer warfen ihm vor, er wäre weich geworden, seit er die persische Prinzessin entjungfert und zu seiner Geliebten gemacht hatte. Während einer Vergnügungsfahrt auf der Wolga packte Rasin die soeben von ihm beschlafene Prinzessin und warf sie unter dem Jubel seiner Mannen in den Fluss. „Nimm, Mütterchen Wolga“, rief er aus. „Viel Silber und Gold und Reichtum jeder Art hast du mir gegeben und Ehre und Ruhm mir zuteil werden lassen, ich aber habe dir noch nicht gedankt.“ Die Prinzessin starb in den Fluten, und Stenka Rasin wurde für seine Männlichkeit gefeiert. Dieses Ereignis wurde später in einem Volkslied besungen.

### Der Aufstand der Donkosaken
1670 begann er, die Wolga stromauf zu ziehen. Der kosakischen Kerntruppe seiner Schar schlossen sich schnell weitere Bauern, darunter auch Aljona Arsamasskajas Truppe, Altorthodoxe sowie andere religiöse und ethnische Minderheiten an. Rasins Heer eroberte mehrere Städte, darunter Astrachan und Samara, so dass die Aufständischen für kurze Zeit weite Teile Südrusslands kontrollierten. Auch in die Wirren um den Zarenthron griff der Kosakenführer ein, indem er einen angeblichen Sohn Zar Alexeis als rechtmäßigen Erben präsentierte. Nachdem jedoch ein reguläres Adelsaufgebot mobilisiert worden war und den Aufständischen mehrere Niederlagen beigebracht hatte, zerstreute sich Rasins Anhängerschaft schnell. Am 14. Apriljul. / 24. April 1671greg. nahmen ihn Kosaken aus seinem Gefolge gefangen, später wurde er durch Vierteilung hingerichtet.
Der Rasinsche Aufstand stand in der Reihe der zahlreichen Aufstandsbewegungen seiner Zeit, die maßgeblich durch die verschärfte Behandlung der Leibeigenen unter Zar Alexei und die darauf folgende Fluchtbewegung angeheizt worden waren. Bemerkenswert wurde er durch seine großen Anfangserfolge und durch die erstmalige Verbindung mit religiösen Abspaltungen von der orthodoxen Kirche.

## Künstlerische Bearbeitungen

### Musik
Stenka Rasin wird in mehreren russischen Liedern besungen, darunter insbesondere in dem bekannten Volkslied Stenka Rasin. In dem Lied wird besungen, dass Rasin an Bord des Schiffes die Prinzessin beschläft und seine Männer ihm vorwerfen, nicht mehr zu kämpfen. Er entwindet sich den Lenden der Prinzessin und wirft sie in den Fluss. Nicht ohne die Worte an den Fluss zu richten:
„Wolga, Wolga, liebe Mutter,
Wolga, du russischer Strom,
du hast noch kein Geschenk gesehen
von einem Donkosaken!
Und damit keine Zwietracht herrsche
unter freien Menschen,
Wolga, Wolga, liebe Mutter,
wegen eines schönen Mädchens – nimm du es!“
In einer moderneren romantisierten Variante behängt er ihren Leib mit Schmuck, bevor er sie in die Fluten wirft, was aber historisch nicht verbürgt ist, zumal er und seine Mannen den Schmuck brauchten.
Die Melodie des Liedes war Grundlage für zahlreiche politische Lieder, wie etwa das Heuberg-Lied oder auch Wer die Arbeit hat erfunden (Lied der Pennbrüder). Auch das Lied „The Carnival is over“ der The Seekers verwendet die Melodie, ebenso wie „Witzischkeit kennt keine Grenzen“ aus dem Film Kein Pardon.
Als Zwanzigjähriger schrieb Alexander Glasunow sein symphonisches Gedicht Stenka Razin Op. 13. Auch Dmitri Schostakowitsch schrieb 1964 eine kantatenähnliche Tondichtung mit dem Titel Die Hinrichtung des Stenka Rasin für Baritonsolo, Orchester und gemischten Chor. Die Geschichte Rasins behandelte auch Nikolai Mjaskowski in seiner achten Sinfonie.

### Film
Der 10-minütige Kurzfilm Stenka Rasin von 1908, Regie: Wladimir Romaschkow, ist die erste fiktionale Produktion der russischen Filmgeschichte. Es werden einige Episoden aus Rasins Leben dargestellt. 1936 wurde der deutsche Film Stjenka Rasin veröffentlicht. Hans Adalbert Schlettow übernahm die Rolle von Rasin.